# Lomas de Carrasco
Lomas de La Tahona es una área residencial en el departamento de Canelones en el sur de Uruguay. Pertenece al municipio de Pando. Está localizado al este de la ruta 101 y al noroeste de Colinas de Solymar. Lomas de La Tahona se encuentra a 6 km al noreste del Aeropuerto Internacional de Carrasco. Limita con La Tahona y Carmel al oeste y al sur y Villa El Tato al noroeste. Es parte del área metropolitana de Montevideo.

## Población
En 2023 Lomas de La Tahona tenía una población de 903 habitantes.
| Año  | Población |
| ---- | --------- |
| 2004 | 332       |
| 2011 | 806       |
| 2023 | 903       |

Fuente: INE - Censo 2004 